# Catalina Curceanu
Catalina Curceanu er en rumænsk fysiker og en ledende forsker i lavenergi-kvantekromodynamik ved det italienske Instituto Nazionale di Fisica Nucleare. I 2017 vandt hun prisen Emmy Noether Distinction for Women in Physics fra European Physical Society for sin forskning.